# Cypripedium californicum
Cypripedium californicum là một loài thực vật có hoa trong họ Lan. Loài này được A.Gray mô tả khoa học đầu tiên năm 1868.

## Hình ảnh

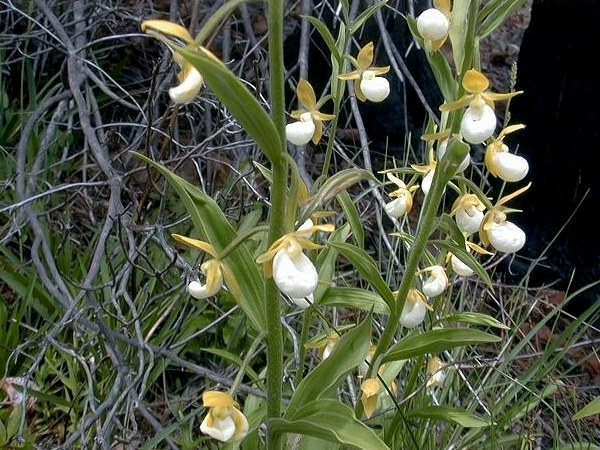
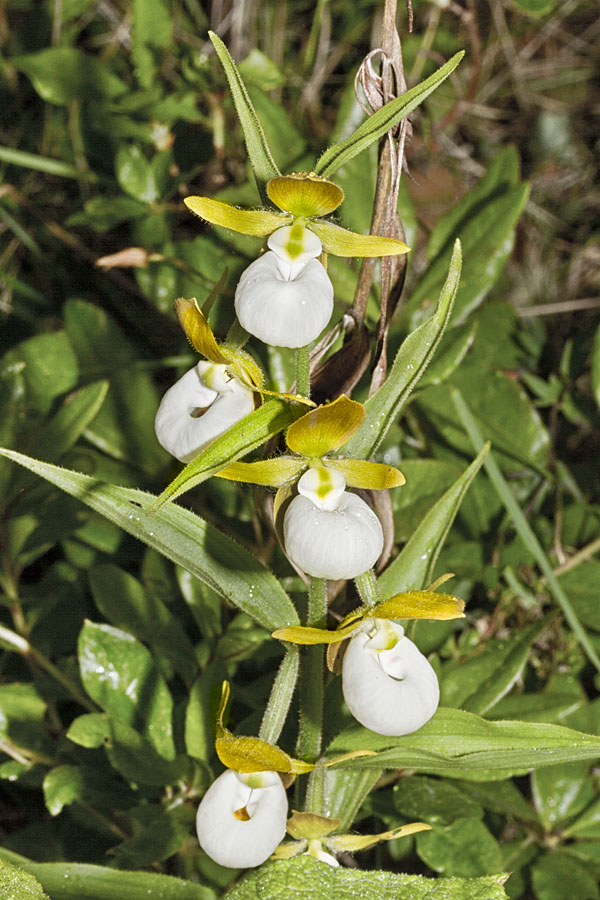
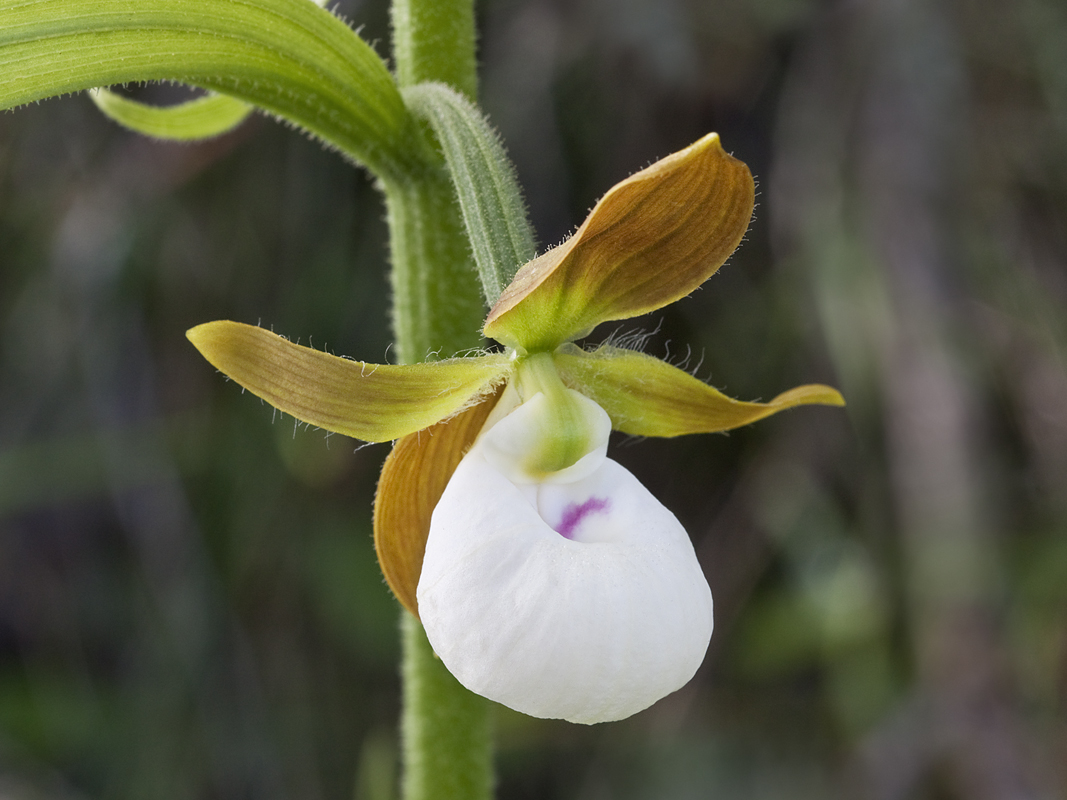
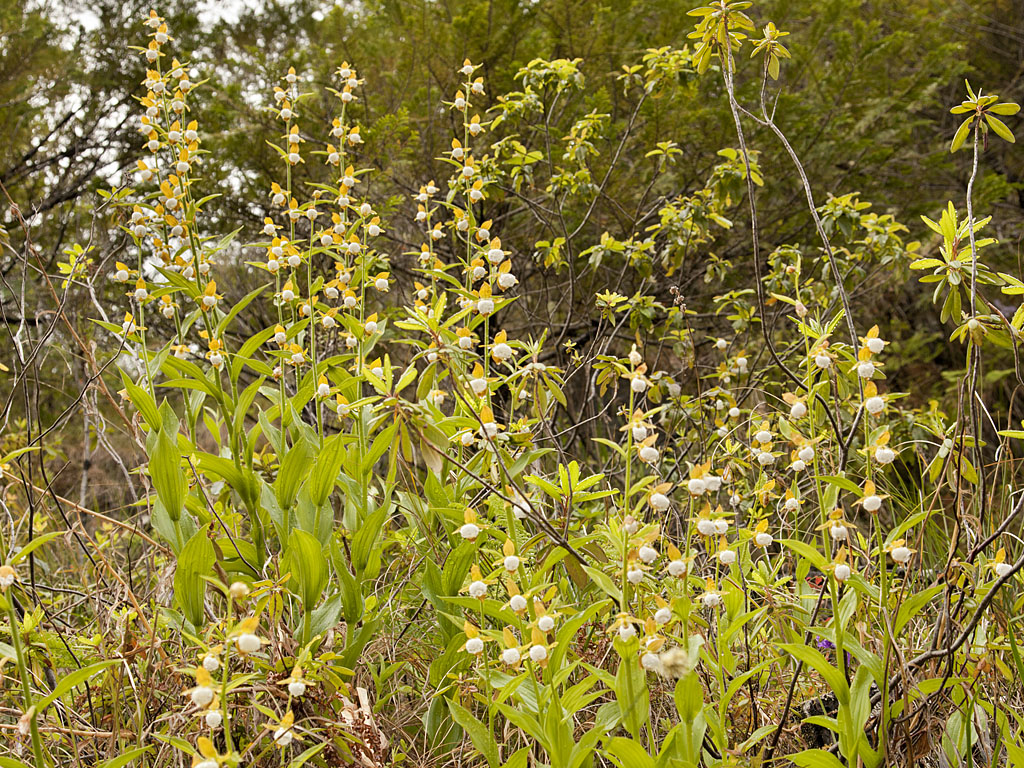